# Meridià 92 a l'oest
El meridià 92 a l'oest de Greenwich és una línia de longitud que s'estén des del pol Nord travessant l'oceà Àrtic, Amèrica del Nord, el Golf de Mèxic, l'oceà Pacífic, l'oceà Antàrtic, i l'Antàrtida fins al pol Sud.
El meridià 92 a l'oest forma un cercle màxim amb el meridià 88 a l'est. Com tots els altres meridians, la seva longitud correspon a una semicircumferència terrestre, uns 20.003,932 km. Al nivell de l'Equador, és a una distància del meridià de Greenwich de 10.241 km.

## De Pol a Pol
Començant en el pol Nord i dirigint-se cap al pol Sud, aquest meridià travessa:
| Coordenades                             | País, territori o mar     | Notes |
| --------------------------------------- | ------------------------- | --- |
| 90° 0′ N, 92° 0′ O / 90.000°N,92.000°O  | Oceà Àrtic                | Passa a l'oest d'Ellesmere, Nunavut, Canadà (a 81° 38′ N, 91° 56′ O / 81.633°N,91.933°O) · Passa a l'oest de l'illa Krueger, Nunavut, Canadà (a 81° 35′ N, 91° 57′ O / 81.583°N,91.950°O) |
| 81° 31′ N, 92° 0′ O / 81.517°N,92.000°O | Canadà                    | Nunavut - illa Fjeldholmen |
| 81° 30′ N, 92° 0′ O / 81.500°N,92.000°O | Estret de Nansen          | |
| 81° 11′ N, 92° 0′ O / 81.183°N,92.000°O | Canadà                    | Nunavut - illa d'Axel Heiberg |
| 78° 12′ N, 92° 0′ O / 78.200°N,92.000°O | Badia de Noruega          | |
| 76° 39′ N, 92° 0′ O / 76.650°N,92.000°O | Canadà                    | Nunavut - illa Devon |
| 74° 46′ N, 92° 0′ O / 74.767°N,92.000°O | Estret de Parry           | Estret de Barrow |
| 74° 0′ N, 92° 0′ O / 74.000°N,92.000°O  | Canadà                    | Nunavut - Illa Somerset |
| 72° 47′ N, 92° 0′ O / 72.783°N,92.000°O | Estret del Príncep Regent | |
| 71° 30′ N, 92° 0′ O / 71.500°N,92.000°O | Golf de Boothia           | |
| 70° 15′ N, 92° 0′ O / 70.250°N,92.000°O | Canadà                    | Nunavut - Península de Boothia |
| 70° 0′ N, 92° 0′ O / 70.000°N,92.000°O  | Badia de Lord Major       | |
| 69° 33′ N, 92° 0′ O / 69.550°N,92.000°O | Canadà                    | Nunavut - continent |
| 62° 49′ N, 92° 0′ O / 62.817°N,92.000°O | Badia de Hudson           | Rankin Inlet |
| 62° 39′ N, 92° 0′ O / 62.650°N,92.000°O | Canadà                    | Nunavut - continent |
| 62° 32′ N, 92° 0′ O / 62.533°N,92.000°O | Badia de Hudson           | |
| 57° 3′ N, 92° 0′ O / 57.050°N,92.000°O  | Canadà                    | Manitoba Ontario - des de 54° 55′ N, 92° 0′ O / 54.917°N,92.000°O |
| 48° 14′ N, 92° 0′ O / 48.233°N,92.000°O | Estats Units              | Minnesota |
| 46° 50′ N, 92° 0′ O / 46.833°N,92.000°O | Llac Superior             | |
| 46° 55′ N, 92° 0′ O / 46.917°N,92.000°O | Estats Units              | Wisconsin Minnesota - des de 44° 22′ N, 92° 0′ O / 44.367°N,92.000°O Iowa - des de 43° 30′ N, 92° 0′ O / 43.500°N,92.000°O Missouri - des de 40° 36′ N, 92° 0′ O / 40.600°N,92.000°O Arkansas - des de 36° 30′ N, 92° 0′ O / 36.500°N,92.000°O Louisiana - des de 33° 1′ N, 92° 0′ O / 33.017°N,92.000°O, continent i l'illa Marsh |
| 29° 33′ N, 92° 0′ O / 29.550°N,92.000°O | Golf de Mèxic             | |
| 18° 43′ N, 92° 0′ O / 18.717°N,92.000°O | Mèxic                     | Campeche Tabasco - des de 18° 3′ N, 92° 0′ O / 18.050°N,92.000°O Chiapas - des de 17° 53′ N, 92° 0′ O / 17.883°N,92.000°O |
| 15° 37′ N, 92° 0′ O / 15.617°N,92.000°O | Guatemala                 | |
| 14° 21′ N, 92° 0′ O / 14.350°N,92.000°O | Oceà Pacífic              | |
| 60° 0′ S, 92° 0′ O / 60.000°S,92.000°O  | Oceà Antàrtic             | |
| 72° 35′ S, 92° 0′ O / 72.583°S,92.000°O | Antàrtida                 | Territori no reclamat |